# Ni-Hor
Ni-Hor (Hórus Ni) foi um possível rei do Alto Egito durante o período protodinástico do Egito que, segundo a tradição, reinou em Hieracômpolis. Embora a interpretação seja controversa, pensa-se que seu nome de Hórus significa o caçador. Diversos sereques com o mesmo nome foram encontrados em Tora, Tarcã e Tel Ibraim Auade, mas não possuem o falcão (em contraste aos posteriores). Alguns, por sua vez, acreditam que seja uma forma de se referir ao faraó Narmer.